# Förtjockningsmedel
Förtjockningsmedel binder vätska så livsmedlet blir mer tjockflytande, till exempel pektin i marmelad. Andra ämnen som får marmelad att stelna är alginsyra. Gelatin är också ett förtjockningsmedel men räknas som livsmedel och har därför inte samma krav på sig som livsmedelstillsatser. 